# Списак ликова серије Игра судбине
Игра судбине је српска сапуница, у продукцији Smart Media Production (1−2. сезона), Innovative Production (3−6. сезона) и телевизије Прва. Премијерно се емитује од 20. јануара 2020. године и за то време се у њој појавио велики број глумаца.
Списак свих истакнутих ликова који су се појавили у ТВ серији Игра судбине:

## Преглед
| Алекса Каначки                        | Лука Рацо                     | Главна   | Главна   | Главна   | Главна   | Главна   | Главна   | Главна   | Главна   | Главна | Главна | Главна | Главна | Главна | Главна |
| Лука Ожеговић                         | Стеван Пиале                  | Главна   | Главна   | Главна   | Главна   | Главна   | Главна   | Главна   | Главна   |        |        |        |        |        |        |
| Ада Каначки                           | Милица Милша                  | Главна   | Главна   | Главна   | Главна   |          |          |          |          |        |        |        |        |        |        |
| Иван Ожеговић                         | Владан Савић                  | Главна   | Главна   | Главна   | Главна   | Главна   | Главна   |          | Главна   | Главна |        |        |        |        |        |
| Вукашин Сувобрк                       | Слободан Ћустић               | Главна   | Главна   | Главна   | Главна   | Главна   | Главна   |          | Главна   | Главна |        |        |        |        |        |
| Мила Галић                            | Оља Левић                     | Главна   | Главна   | Главна   | Главна   | Главна   | Главна   |          |          |        |        |        |        |        |        |
| Нада Галић                            | Милица Томашевић              | Главна   | Главна   | Главна   | Г        | Главна   | Главна   |          |          |        |        |        |        |        |        |
| Бојан Галић - Дебељко                 | Вук Салетовић                 | Главна   | Главна   | Главна   | Главна   | Главна   | Главна   | Главна   | Главна   |        |        |        |        |        |        |
| Љиљана Караматијевић - Лила           | Даница Ристовски              | Главна   | Главна   | Главна   | Главна   |          |          |          |          |        |        |        |        |        |        |
| Љиљана Караматијевић - Лила           | Злата Нуманагић               |          |          |          |          | Главна   | Главна   |          |          |        |        |        |        |        |        |
| Донка де Саели                        | Снежана Савић                 | Главна   | Главна   | Главна   | Главна   | Главна   | Главна   |          |          |        |        |        |        |        |        |
| Марица Панчетовић - Панчета           | Сандра Бугарски               | Главна   | Главна   | Главна   | Главна   | Главна   | Главна   | Главна   | Главна   | Главна |        |        |        |        |        |
| Тихомир Бунчић - Тића Лењин           | Дарко Томовић                 | Главна   | Главна   | Главна   | Главна   | Главна   | Главна   |          |          |        |        |        |        |        |        |
| Матија Грбић                          | Павле Јеринић                 | Главна   | Главна   | Главна   | Главна   | Главна   | Главна   |          |          |        |        |        |        |        |        |
| Софија Шубаревић                      | Матеа Милосављевић            | Главна   | Главна   | Главна   | Главна   | Главна   | Главна   |          | Г        |        |        |        |        |        |        |
| Јелена Радман                         | Кристина Јовановић            | Главна   | Главна   | Главна   | Главна   | Главна   | Главна   |          |          |        |        |        |        |        |        |
| Страхиња Бунчић                       | Аммар Мешић                   | Главна   | Главна   | Главна   | Главна   | Главна   | Главна   |          |          |        |        |        |        |        |        |
| Вишња Дулановић                       | Јелена Ђукић                  | Главна   | Главна   | Г        |          |          |          |          |          |        |        |        |        |        |        |
| Уна Христић                           | Драгана Мићаловић             | Главна   | Главна   |          | Г        | Главна   | Главна   | Главна   | Главна   |        |        |        |        |        |        |
| Уна Христић                           | Нина Рукавина                 |          |          |          | Главна   | Главна   |          |          |          |        |        |        |        |        |        |
| Катарина Илић                         | Даниела Кузмановић            | Главна   | Главна   | Главна   | Главна   | Главна   |          |          |          |        |        |        |        |        |        |
| Патрић Орландић - Орландо             | Славиша Чуровић               | Г        |          |          |          |          |          |          |          |        |        |        |        |        |        |
| Бајо Орландић                         | Божидар Зубер                 | Г        |          |          |          |          |          |          |          |        |        |        |        |        |        |
| Звонимир Лагаторе                     | Милош Влалукин                | Главна   | Главна   |          |          |          |          |          |          |        |        |        |        |        |        |
| Јанко Марковић                        | Миљан Давидовић               | Главна   | Главна   |          |          |          |          |          |          |        |        |        |        |        |        |
| Градимир Комарчевић - Комарац         | Милан Босиљчић                | Главна   | Главна   |          |          |          |          |          |          |        |        |        |        |        |        |
| Маринко Комарчевић - Свитац           | Милан Босиљчић                | Главна   | Главна   | Главна   | Главна   | Главна   | Главна   |          | Г        |        |        |        |        |        |        |
| Томас Брунер                          | Ненад Ненадовић               | Главна   | Главна   |          |          |          |          |          |          |        |        |        |        |        |        |
| Дијана Ерски                          | Ива Штрљић                    | Главна   | Главна   |          |          | Главна   | Главна   |          | П        | Г      | Г      |        |        |        |        |
| Стана Џелетовић                       | Мина Лазаревић                | П        | Г        |          |          |          |          |          |          |        |        |        |        |        |        |
| Божидарка Шубаревић - Брзутка         | Југослава Драшковић           | П        | Главна   | Главна   | Главна   | Главна   |          |          |          |        |        |        |        |        |        |
| Стојан Џелетовић - Цоле               | Иван Томић                    | П        | Главна   | Главна   | Главна   | Главна   | Главна   |          |          |        |        |        |        |        |        |
| Клаудија Чарапина                     | Данина Јефтић                 | П        | Главна   | Главна   | Главна   | Главна   |          |          |          |        |        |        |        |        |        |
| Маријана Јовановић                    | Бојана Грабовац               | П        | Главна   | Главна   | Главна   | Главна   | Главна   | Главна   | Главна   | Главна |        |        |        |        |        |
| Милева Танкосић - Милевица            | Лидија Вукићевић              | П        | Главна   | Главна   |          |          | Г        |          |          |        |        |        |        |        |        |
| Милорад Обреновић                     | Димитрије Илић                | П        | Г        |          |          |          |          |          |          |        |        |        |        |        |        |
| Максим Шубаревић                      | Саша Јоксимовић               | П        | Главна   | Главна   | Главна   | Главна   | Главна   |          |          |        |        |        |        |        |        |
| Жаклина Танкосић                      | Тијана Максимовић             | П        | Главна   | Главна   | Главна   | Главна   | Главна   |          | Г        |        |        |        |        |        |        |
| Нора Залад                            | Ивана Дудић                   | П        | Г        |          |          |          |          |          |          |        |        |        |        |        |        |
| Вид Залад                             | Стојан Ђорђевић               | П        | Главна   | Главна   | Главна   | Главна   |          |          |          |        |        |        |        |        |        |
| Филип Додић - Дода                    | Милорад Дамјановић            | П        | Г        |          |          |          |          |          |          |        |        |        |        |        |        |
| Ритер Брунер                          | Арсеније Тубић                |          | Главна   | Главна   | Главна   | Главна   | Главна   |          |          |        |        |        |        |        |        |
| Олга Ожеговић                         | Кристина Савић                |          | Главна   | Главна   | Главна   | Главна   | Главна   |          | Главна   | Главна |        |        |        |        |        |
| Часлав Христић                        | Ненад Гвозденовић             |          | Главна   | Главна   | Главна   | Повратна | Повратна |          |          |        |        |        |        |        |        |
| Никша Корлат                          | Борис Пинговић                |          | Главна   | Главна   | Главна   | Главна   |          |          |          |        |        |        |        |        |        |
| Јамездин                              | Марко Јовичић                 | П        | Главна   | Главна   | Главна   | Главна   |          |          |          |        |        |        |        |        |        |
| Рабија Џонлагић - Жишка               | Елвира Аљукић                 |          | П        | Главна   | Главна   |          |          |          |          |        |        |        |        |        |        |
| Јасна                                 | Биљана Малетић Заверла        | Повратна | Повратна | Главна   | Главна   | Главна   |          |          |          |        |        |        |        |        |        |
| Анђа Ђорђевић                         | Андријана Ђорђевић Гавриловић |          | П        | Главна   | Главна   |          |          |          |          |        |        |        |        |        |        |
| Миле Писаров - Миле Купус             | Марко Радојевић               |          | П        | Главна   | Главна   | Главна   | Главна   | Главна   | Главна   | Главна |        |        |        |        |        |
| Директор полиције                     | Предраг Коларевић             | Повратна | Повратна | Главна   | Главна   | Главна   | Главна   |          |          |        |        |        |        |        |        |
| Теа Тадин                             | Тања Павловић                 |          | П        | Главна   | Главна   | Главна   |          |          |          |        |        |        |        |        |        |
| Уна Медић - Зврк                      | Тијана Упчев                  |          |          | Главна   | Главна   | Главна   |          | Главна   | Главна   |        |        |        |        |        |        |
| Силвана Чанковић                      | Јелена Јовичић                |          |          | Главна   | Главна   |          |          |          |          |        |        |        |        |        |        |
| Добрица Пилетић                       | Мирољуб Турајлија             |          |          | Главна   | Главна   | Главна   | Главна   | Главна   | Главна   |        |        |        |        |        |        |
| Олег Латас                            | Матеја Поповић                |          |          | Главна   | Главна   | Главна   |          |          |          |        |        |        |        |        |        |
| Гала Ждрал                            | Сташа Радуловић               |          |          | Главна   | Главна   | Главна   | Главна   | Главна   | Главна   | Главна |        |        |        |        |        |
| Петко Љуштурић - Љуштура              | Раде Ћосић                    |          |          | Г        |          |          |          |          |          |        |        |        |        |        |        |
| Сара Бергер                           | Ивана Панзаловић              |          |          | Главна   | Главна   |          |          |          |          | Г      |        |        |        |        |        |
| Василиса Смоленски                    | Снежана Јеремић               |          |          | Главна   | Главна   | Главна   |          |          |          |        |        |        |        |        |        |
| Денис Џуверовић - Џода                | Слободан Стефановић           |          |          | Главна   | Главна   |          |          |          |          |        |        |        |        |        |        |
| Ковиљко Дабарчић - Кода               | Радиша Рок                    |          |          | Главна   | Главна   |          |          |          |          |        |        |        |        |        |        |
| Завиша Агбаба                         | Дени Мешић                    |          |          | Главна   | Главна   |          |          |          |          |        |        |        |        |        |        |
| Паун Ћупина - Паја Сорбона            | Милан Пајић                   |          |          | Г        |          |          | Г        |          |          |        |        |        |        |        |        |
| Ленка Велицки                         | Нина Мрђа                     |          |          | Главна   | Главна   | Главна   | Главна   | Главна   | Главна   | Главна |        |        |        |        |        |
| Инес Накић                            | Александра Костић             |          |          | Главна   | Главна   | Главна   | Главна   |          |          |        |        |        |        |        |        |
| Чарна                                 | Андријана Ђорђевић            |          |          | Главна   | Главна   | Главна   |          |          |          |        |        |        |        |        |        |
| Хана                                  | Теодора Томашев               |          |          | Главна   | Главна   | Главна   |          |          |          |        |        |        |        |        |        |
| Др. Ђорђе Урошевић                    | Небојша Савић                 |          |          | Главна   | Главна   | Главна   |          |          |          |        |        |        |        |        |        |
| Барбара Буха                          | Барбара Петровић              |          |          | Главна   | Главна   | Главна   | Главна   |          | Главна   | Главна |        |        |        |        |        |
| Гвозденија Караматијевић - Мадам Дени | Мира Бањац                    |          |          | Главна   | Главна   |          |          |          |          |        |        |        |        |        |        |
| Ирма Латас                            | Александра Белошевић          |          |          | Главна   | Главна   | Главна   | Главна   | Главна   | Главна   |        |        |        |        |        |        |
| Десанка Пиштало - Деса                | Тијана Милованов              |          |          | П        | Г        |          |          |          |          |        |        |        |        |        |        |
| Лазар Пиштало - Лаза                  | Миљан Прљета                  |          |          | П        | Г        |          |          |          |          |        |        |        |        |        |        |
| Дуња Златић                           | Миа Митић                     |          |          |          | Главна   | Главна   | Главна   | Главна   | Главна   | Главна |        |        |        |        |        |
| Коста Златић - Коле                   | Страхиња Митић                |          |          |          | Главна   | Главна   | Главна   | Главна   | Главна   | Главна |        |        |        |        |        |
| Немања                                | Немања Станојковић            |          |          | Повратна | Повратна | Г        |          |          |          | П      |        |        |        |        |        |
| Сенка Кокољ                           | Софија Рајовић                |          |          |          |          | Главна   | Главна   | Главна   | Главна   |        |        |        |        |        |        |
| Ана Марчета                           | Катарина Вићентијевић         |          |          |          |          | Главна   | Главна   |          |          |        |        |        |        |        |        |
| Милан Станимировић                    | Мирослав Јовић                |          |          |          |          | Г        |          |          |          |        |        |        |        |        |        |
| Ирена Станимировић                    | Софија Ристић                 |          |          |          |          | Главна   | Главна   |          |          |        |        |        |        |        |        |
| Стела Дедијер                         | Алиса Левић                   |          |          | Повратна | Повратна | Главна   | Главна   |          |          |        |        |        |        |        |        |
| Таша                                  | Александра Манасијевић        |          |          |          |          | Главна   | Главна   |          |          |        |        |        |        |        |        |
| Др. Данило Поповић                    | Вахидин Прелић                |          |          |          |          | Главна   | Главна   |          |          |        |        |        |        |        |        |
| Андрија Бошњак                        | Бранимир Поповић              |          |          |          |          |          | Главна   | Главна   |          | Г      |        |        |        |        |        |
| Јована Бошњак                         | Бојана Ординачев              |          |          |          |          |          | Главна   | Главна   |          | Г      |        |        |        |        |        |
| Слободанка Марић - Боба               | Лора Орловић                  |          |          |          |          |          | Главна   | Главна   | Главна   | Главна |        |        |        |        |        |
| Коста Бошњак                          | Марко Илкић                   |          |          |          |          |          | Г        |          |          |        |        |        |        |        |        |
| Милена Писаров                        | Теодора Јованов               |          |          |          |          |          | Г        |          |          |        |        |        |        |        |        |
| Милорад Тамбура - Мики                | Дејан Цицмиловић              |          |          |          |          |          | Главна   | Главна   | Главна   | Главна |        |        |        |        |        |
| Борис Димитријевић                    | Алекса Раичевић               |          |          |          |          |          | Г        |          |          | П      |        |        |        |        |        |
| Гвозден Бошњак                        | Ненад Јездић                  |          |          |          |          |          | Главна   | Главна   |          |        |        |        |        |        |        |
| Томислав Хорват                       | Мики Крстовић                 |          |          |          |          |          | Г        |          |          |        |        |        |        |        |        |
| Миа Бошњак                            | Уна Козић                     |          |          |          |          |          | Главна   | Главна   |          |        |        |        |        |        |        |
| Вања Мијатовић                        | Јована Јелић                  |          |          |          |          |          | Главна   | Главна   | Главна   | Главна |        |        |        |        |        |
| Небојша Тамбура                       | Иван Иванов                   |          |          |          |          |          | Главна   | Главна   | Главна   | Главна |        |        |        |        |        |
| Ненад Сељановић                       | Ервин Хаџимуртезић            |          |          |          |          |          | Главна   | Главна   |          |        |        |        |        |        |        |
| Лепомир                               | Владимир Нићифоровић          |          |          |          |          |          | Г        |          |          |        |        |        |        |        |        |
| Влада Колут                           | Иван Заблаћански              |          |          |          |          |          | Г        |          |          |        |        |        |        |        |        |
| Тара                                  | Сара Павловић                 |          |          |          |          |          | Г        |          |          |        |        |        |        |        |        |
| Мидо Пјановић                         | Бранко Бабовић                |          |          |          |          |          |          | Главна   | Главна   | Главна |        |        |        |        |        |
| Каја                                  | Тања Живковић                 |          |          | Повратна | Повратна | Повратна | Повратна | Главна   | Главна   | Главна |        |        |        |        |        |
| Слађан Мрвица                         | Александар Лазић              |          |          |          |          |          |          | Г        |          |        |        |        |        |        |        |
| Лаура                                 | Ивона Кустудић                |          |          |          |          |          |          | Г        |          |        |        |        |        |        |        |
| Лепосава Пјановић                     | Биљана Николић                |          |          |          |          |          |          | Главна   | Главна   |        |        |        |        |        |        |
| Паоло                                 | Лазар Максић                  |          |          |          |          |          |          | Г        |          |        |        |        |        |        |        |
| Милена Буразер                        | Сара Поповић                  |          |          |          |          |          |          | Главна   | Главна   |        |        |        |        |        |        |
| Љубинка Пјановић                      | Наташа Станишић               |          |          |          |          |          |          | Г        |          |        |        |        |        |        |        |
| Др. Павле Вучковић                    | Љубомир Булајић               |          |          |          |          |          |          |          | Г        |        |        |        |        |        |        |
| Габријела Вучковић                    | Тамара Белошевић              |          |          |          |          |          |          |          | Главна   | Главна |        |        |        |        |        |
| Биљана Вучковић                       | Елизабета Ђоревска            |          |          |          |          |          |          |          | Главна   | Главна |        |        |        |        |        |
| Жиле                                  | Фуад Табучић                  |          |          |          |          |          |          |          | Главна   | Главна |        |        |        |        |        |
| Сестра Лола                           | Драгана Ђурђевић              |          |          |          |          |          |          |          | Г        |        |        |        |        |        |        |
| Витомир Тутић                         | Никола Ранђеловић             |          |          |          |          |          |          | Повратна | Повратна | Г      |        |        |        |        |        |
| Наталија                              | Мина Милићевић                |          |          |          |          |          |          |          | П        | Г      |        |        |        |        |        |
| Горан Црнојевић                       | Павле Поповић                 |          |          |          |          |          |          |          | П        | Г      |        |        |        |        |        |

## Улоге

### Главне
| глумац                       | име лика                                               | сезоне       | кратки опис лика |
| ---------------------------- | ------------------------------------------------------ | ------------ | --- |
| Лука Рацо                    | Алекса Ожеговић (раније Каначки)                       | 1−           | главни мушки лик, Иванов и Олгин биолошки син којег је Ада одгајила, касније Милин супруг, Ленкин момак, био у вези и са Сенком, Лулетов отац |
| Стеван Пиале                 | Лука Каначки (раније Ожеговић)                         | 1−8          | главни мушки лик, Адин и Бошков биолошки син, Павлов брат, Унин и Софијин бивши супруг, дечко Уне "Зврк", Акицин и Динин отац, одлази са Зврком у Италију да води модни огранак Кан Капитала |
| Милица Милша                 | Адриана „Ада” Каначки †                                | 1−4          | главни женски лик, матријарх породице Каначки, власница Кан Холдинга, Бошкова удовица, Лукина и Павлова биолошка мајка, одгајила Алексу, касније Иванова супруга |
| Владан Савић                 | Иван Ожеговић                                          | 1−6, 8-      | Алексин биолошки отац и Иренин отац, одгајио Луку, Олгин бивши супруг и касније Адин супруг, потом и удовац, у вези са Олгом |
| Слободан Ћустић              | Вукашин Сувобрк                                        | 1−6, 8-      | Адин човек од поверења, Жаклинин отац, касније основао детективску агенцију, Бобин момак |
| Оља Левић                    | Мила Ожеговић (рођена Галић) †                         | 1−6          | Алексина супруга и Лулетова мајка, бивша секретарица у Кан Холдингу, Надина и Дебељкова сестра, Лукина бивша вереница, основала са Уном агенцију Стар ПР (пи ар) |
| Милица Томашевић             | Нада Галић (разведено Бунчић)                          | 1−3 5−6      | Милина и Дебељкова млађа сестра, Страхињина бивша супруга, Ружина мајка, модна креаторка, Завишина и Никшина љубавница, потом се мири са Страхињом и заједно са дететом одлазе из Србије |
| Вук Салетовић                | Бојан Галић „Дебељко”                                  | 1−8          | Милин и Надин старији брат, Јеленин бивши супруг, Нешицин отац камионџија шеф магацина у Кан Холдингу, бармен у Фејму, а кад је добио отказ постаје секретар у Кан Капиталу, по промени делатности фирме, оснива фирму курирске службе са Добрицом |
| Даница Ристовски             | Љиљана „Лила” Караматијевић                            | 1−4          | Адина теткa, учитељица у пензији |
| Злата Нуманагић              | Љиљана „Лила” Караматијевић                            | 5−6          | Адина теткa, учитељица у пензији |
| Снежана Савић                | Донка де Саели                                         | 1−6          | лажна бароница, негативка, бивша Адина свекрва |
| Сандра Бугарски              | Марица Панчетовић „Панчета”                            | 1−           | домаћица, бивша проститутка, у почетку изнајмљивала собу Луки и Ивану, Тићина и Мидова бивша жена, након Адине смрти постаје главни женски лик |
| Дарко Томовић                | Тихомир Бунчић „Тића Лењин”                            | 1−6          | кафеџија и власник кафића Малдиви, Страхињин отац, Панчетин бивши муж, одлази у Доминиканску Републику након сазнања да је Страхиња болестан |
| Павле Јеринић                | Матија Грбић                                           | 1−5          | главни негативац, Адин сестрић, Софијин љубавник |
| Матеа Милосављевић           | Софија Шубаревић                                       | 1−6, 8       | главна негативка, манекенка, Матијина љубавница, Алексина бивша вереница и Лукина бивша супруга, супруга Косте Бошњака, бивша девојка и Небојше Тамбуре, једно време власница 15% акција Кан Холдинга (Капитала), дала Јовани и Андрији свој стан на коришћење, док је она са Костом у Америци где одржава трудноћу |
| Кристина Јовановић           | Јелена Галић (девојачки Радман)                        | 1−6          | секретарица у Кан Холдингу, Милина најбоља другарица, Дебељкова бивша супруга, Нешицина мајка |
| Аммар Мешић                  | Страхиња Бунчић                                        | 1−6          | Тићин син, Надин бивши супруг и Ружин отац, заједно са Надом и Ружом одлази у Доминиканску Републику преко програма заштите сведока |
| Јелена Ђукић                 | Вишња Дулановић †                                      | 1−2          | прва кућна помоћница у кући Каначких, Комарчева бивша девојка, Анина мајка, на крају Маринкова жена |
| Драгана Мићаловић            | Уна Христић (разведено Каначки и Бошњак) Марија Корлат | 1−2, 5−8     | Лукина и Андријина бивша супруга, Павлова девојка, Алексина школска другарица и Акицина мајка, са Милом основала агенцију Стар Пр (пи-ар), а после Милине смрти сарађује са Ленком, са Павлом одлази у Рим |
| Даниела Кузмановић           | Катарина „Кети” Илић                                   | 1−5          | радница у Кан Холдингу, Милина и Јеленина пријатељица, касније Цолетова супруга |
| Славиша Чуровић              | Батрић Орландић „Орландо”                              | 1            | менаџер бизнис клуба |
| Божидар Зубер                | Бајо Орландић                                          | 1            | Орландов брат од стрица, радник у Бизнис клубу |
| Милош Влалукин               | Звонимир Лагаторе                                      | 1−2          | мафијаш и Брунеров човек, бивши Донкин муж |
| Миљан Давидовић              | Јанко Марковић †                                       | 1−2          | бивши шеф магацина у Кан Холдингу и Брунеров човек |
| Милан Босиљчић               | Градимир Комарчевић „Комарац” †                        | 1−2          | Маринков брат близанац, зеленаш, Вишњин бивши дечко и Анин отац |
| Милан Босиљчић               | Маринко Комарчевић „Свитац”                            | 1−6, 8       | Вукашинов ученик и сарадник, Комарчев брат близанац, Вишњин муж и шеф обезбеђења, потом десна рука Небојше Тамбуре, Барбарин бивши момак |
| Ненад Ненадовић †            | Томас Брунер †                                         | 1−2          | главни негативац прве две сезоне, главни непријатељ породице Каначки, мафијаш, Ритеров отац |
| Ива Штрљић                   | Дијана Ерски                                           | 1−2, 5−6, 8- | модна креаторка, Адина најбоља пријатељица, Максимова бивша девојка, касније коктел мајстор у Фејму |
| Мина Лазаревић               | Стана Џелетовић                                        | 1−2          | виша инспекторка, Цолетова љубоморна бивша супруга |
| Југослава Драшковић          | Божидарка Шубаревић „Брзутка”                          | 1−5          | Софијина и Максимова мајка, бивша гатара |
| Иван Томић                   | Слободан Џелетовић „Цоле”                              | 1−6          | полицијски инспектор, Станин и Катаринин бивши супруг, Видов и Норин отац |
| Данина Јефтић                | Клаудија Чарапина                                      | 1−5          | негативка, новинарка, Маријанина супарница |
| Бојана Грабовац              | Маријана Јовановић                                     | 1−           | бивша новинарка и директорка телевизије, конобарица у бизнис клубу и Алексина бивша девојка, на крају завршава као кућна помоћница прво породице Бошњак, а по Андријином одласку у Америку кућна помоћница Каначких (Ожеговића) |
| Лидија Вукићевић             | Милева Танкосић „Милевица”                             | 1−3, 6       | министарка, Жаклинина мајка |
| Димитрије Илић               | Милорад Обреновић                                      | 1−2          | Судија Врховног суда и Донкин убавник |
| Саша Јоксимовић              | Максим Шубаревић                                       | 1−6          | Софијин брат и Божидаркин син |
| Тијана Максимовић            | Жаклина Танкосић                                       | 1−6, 8       | Милевина и Вукашинова кћерка, Видова бивша супруга, Динина мајка, бивша девојка Небојше Тамбуре, по сазнању да је Небојша лагао да има амнезију, одлази у Верону са ћерком |
| Ивана Дудић                  | Нора Залад                                             | 1−2          | Видова сестра, Додина супруга и Цолетова кћерка |
| Стојан Ђорђевић              | Вид Залад                                              | 1−5          | Норин брат, Жаклинин бивши супруг, Унин бивши дечко и Цолетов син |
| Милорад Дамјановић           | Филип Додић „Дода”                                     | 1−2          | ИТ стручњак, Адин стари пријатељ и Норин супруг |
| Арсеније Тубић               | Ритер Брунер                                           | 2−6          | главни негативац од друге сезоне, син Томаса Брунера и синовац Виктора Брунера |
| Кристина Савић               | Олга Ожеговић                                          | 2−6, 8-      | Алексина биолошка мајка, Иванова бивша супруга за коју се 30 година мислило да је мртва, бивша девојка Микија Тамбуре |
| Ненад Гвозденовић            | Часлав Христић                                         | 2−6          | Унин отац и Лилин бивши супруг |
| Борис Пинговић               | Никша Корлат †                                         | 2−5          | главни негативац треће и четврте сезоне, главни непријатељ породице Каначки, мафијаш,Ирмин и Завишин отац, Надин и Василисин љубавник |
| Марко Јовичић                | Јамездин                                               | 1−5          | конобар у кафани Нема наде, касније кафе-кувар у Кан Холдингу |
| Елвира Аљукић                | Рабија Џонлагић „Жишка”                                | 2−4          | Адина стара пријатељица, менаџерка бизнис клуба |
| Биљана Малетић Заверла       | Јасна                                                  | 1−5          | бивша робијашица, друга кућна помоћница у кући Каначких |
| Андриана Гавриловић Ђорђевић | професорка Анђа Ђорђевић                               | 2−4          | професорка на факултету на који иду Лука и Миле Купус |
| Марко Радојевић              | Миле Писаров „Миле Купус”                              | 2−           | Лукин друг са факултета и Панчетин подстанар, Кајин и Галин бивши дечко |
| Предраг Коларевић            | директор полиције                                      | 1−6          | Вукашинов школски друг, директор полиције |
| Тања Павловић                | Теа Тадин                                              | 2−5          | Ритерова и Никшина секретарица |
| Тијана Упчев                 | Уна Медић „Зврк”                                       | 3−5, 7-8     | Лукина девојка, Завишина и касније Олегова бивша супруга, васпитачица у вртићу, по опоравку од последица саобраћајне несреће сели се у Верону где ради на пројекту ЕУ посвећеном деци избеглицама, а када сазна да је Лука у Милану, обновила везу са њим и вратила се у Србију, са Луком и њиховим усвојеним дететом се вратила у Милано |
| Јелена Јовичић               | Силвана Чварковић                                      | 3−4          | Дијанина најбоља пријатељица и трачара |
| Мирољуб Турајлија            | Добрица Пилетић                                        | 3−8          | секретар у Кан Капиталу и трачара, био у вези са Кајом |
| Матеја Поповић               | Олег Латас                                             | 3−5          | директор, Зврков пријатељ и касније супруг, Ирмин брат, Адин братанац, Лукин брат од ујака |
| Сташа Радуловић              | Гала Ждрал                                             | 3−           | директорка маркетинга у Кан Холдингу (Капиталу), за време Андријиног управљања фирмом била секретарица, Витомирова девојка, Горанова бивша девојка, била у вези са Милетом Купусом и Сељановићем, по Андријином повратку води рачуна о маркетингу магазина Дона |
| Раде Ћосић                   | Петко Љуштурић “Љуштура” Триван                        | 3 6-7        | Никшин човек и Василисин љубавник полицајац, Љубинкин момак, био у вези са Дијаном Ерски |
| Ивана Панзаловић             | Сара Бергер                                            | 3−4, 9       | психотерапеуткиња, после неколико година се вратила у Србију и изнајмила Павлову ординацију, касније се открива да је једна од Хорватових људи која се вратила у Србију са циљем уништења породице Бошњак, Жилетова бивша девојка, Вељкова девојка |
| Снежана Јеремић              | Василиса Смоленски                                     | 3−5          | негативка, Никшина и Завишина љубавница |
| Слободан Стефановић          | Денис Џуверовић „Џода”                                 | 3−4          | бивши тренер у теретани, водитељ на Кан ТВ и Маријанин бивши дечко |
| Радиша Рок                   | Ковиљко Дабарчић „Кода”                                | 3−4          | бивши тренер у теретани, Џодин друг и Надин и Василисин љубавник |
| Дени Мешић                   | Завиша Агбаба                                          | 3−4          | манекен, Надин и Василисин љубавник, Никшин биолошки син, Зврков бивши супруг, Ирмин и Страхињин полубрат |
| Милан Пајић                  | Паун Ћупина „Паја Сорбона”                             | 3, 6         | власник теретане, а сада кафане |
| Нина Мрђа                    | Ленка Велицки                                          | 3−           | бивша радница у Кан Холдингу, потом десна рука Дијане Ерски, Унина сарадница у Стар Пр-у, Олгина комшиница и Страхињина бивша девојка, Алексина девојка са којим је сарађивала на пројекту колекције Аде Каначки, по повратку Бошњака део редакције магазина Дона |
| Александра Костић            | Инес Накић                                             | 3-5          | Сарина радница |
| Андријана Ђорђевић           | Чарна                                                  | 3−5          | Милетова девојка |
| Теодора Томашев              | Хана                                                   | 3−5          | Чарнина и Милетова другарица и Лукина бивша девојка |
| Небојша Савић                | др Ђорђе Урошевић                                      | 3−5          | психијатар и Олгин бивши дечко |
| Барбара Петровић             | Барбара Буха                                           | 3−6, 8-      | Алексина бивша девојка из студентских дана, мајка његове ванбрачне кћерке, главна негативка треће, четврте и пете сезоне и богаташица, Вукашинова сарадница у детективској агенцији, Маринкова бивша девојка |
| Мира Бањац                   | Гвозденија Караматијевић „Мадам Дени”                  | 3−4          | Лилина тетка |
| Александра Белошевић         | Ирма Латас                                             | 3−8          | бивша наркоманка, Никшина биолошка кћерка, Олегова и Завишина полусестра и Колетова и Дуњина мајка, шефица Бизнис клуба |
| Нина Рукавина                | лажна Уна Христић Каначки                              | 4−5          | жена која се претварала да је Уна Христић након наводне операције у Америци |
| Тијана Милованов             | Десанка Пиштало „Деса”                                 | 3−4          | редитељка и Лазина жена |
| Миљан Прљета                 | Лазар Пиштало „Лаза”                                   | 3−4          | сценариста и Десин муж |
| Миа Митић                    | Дуња Златић                                            | 4−           | Ирмина ћерка и Олегова сестричина |
| Страхиња Митић               | Коста Златић „Коле”                                    | 4−           | Ирмин син и Олегов сестрић |
| Немања Станојковић           | Немања                                                 | 3−5, 9-      | Софијин најбољи друг, фотограф, Кајин бивши дечко |
| Софија Рајовић               | Сенка Кокољ                                            | 5−8          | директорка некадашњег Кан Холдинга, стара Софијина и Максимова пријатељица, десна рука Црног, потом се запошљава у АБ Капиталу и постаје финансијска директорка АБ (касније Кан) Капитала, била у вези са Алексом, Горанова бивша девојка, када сазна за Горанову праву природу, одлази у Америку |
| Катарина Вићентијевић        | Ана Марчета                                            | 5            | Адина биолошка сестра од које је раздвојена по рођењу |
| Мирослав Јовић               | Милан Станимировић                                     | 5            | Станин муж, Иренин очух |
| Софија Ристић                | Ирена Ожеговић                                         | 5−6          | Станина и Иванова кћерка, одрастала у уверењу да је кћерка Никше Корлата, Унина другарица, Леонова бивша и Владина девојка |
| Алиса Левић                  | Стела Дедијер                                          | 3−6          | новинарка и касније Дијанина радница |
| Александра Манасијевић       | Таша                                                   | 3, 5−6       | бивша рецепционарка, трећа кућна помоћница у кући Каначких |
| Вахидин Прелић               | Данило Поповић                                         | 5−6          | Унин и касније Милин психијатар |
| Бранимир Поповић             | Андрија Бошњак                                         | 6−7, 9-      | сувласник Кан капитала који је настао спајањем АБ Капитала и Кан Холдинга, бивши Јованин и Унин супруг, Костин отац, после претрпљеног инфаркта са Јованом одлази у Америку и фирму препустио на управљање Алекси и Луки, на Јованин наговор се вратио у Америку и основао магазин Дона за Србију |
| Бојана Ординачев             | Јована Алексић (разведено Бошњак)                      | 6−7, 9-      | Андријина бивша супруга, сувласница Кан капитала, Костина мајка, са Андријом одлази у Америку, на њену иницијативу се са Андријом враћа у Србију, оснивају магазин Дона, где је она главна уредница |
| Лора Орловић                 | Слободанка Боба Марић                                  | 6-           | секретарица Андрије Бошњака прво у АБ, потом Кан Капиталу, а по Андријином одласку Алексина секретарица, пријатељица Милене Буразер, Вукашинова девојка |
| Марко Илкић                  | Коста Бошњак                                           | 6            | Андријин и Јованин син, Софијин супруг |
| Теодора Јовановић            | Милена Писаров                                         | 6            | |
| Дејан Цицмиловић             | Доктор Ђурђић Милорад Мики Тамбура                     | 2 6−         | Лукин лекар бивши полицајац и Вукашинов непријатељ из прошлости, Небојшин отац, Олгин бивши дечко |
| Алекса Раичевић              | Борис Димитријевић                                     | 6            | |
| Ненад Јездић                 | Гвозден Бошњак                                         | 6−7          | Андријин брат, Миин отац, са Миом и Мирјаном одлази у Швајцарску, после неког времена се поново враћа у Србију кријући се од Томислава Хорвата који, да би га пронашао, уцењује Андрију преко братанца Игора и смешта му затвор и извесну финансијску пропаст уколико не изда Гвоздена |
| Мики Крстовић                | Томислав Хорват                                        | 6            | Генерал у пензији, Миин деда |
| Уна Козић                    | Миа Бошњак                                             | 6−7          | Гвозденова ћерка, Томиславова унука, са родитељима одлази у Швајцарску |
| Јована Јелић                 | Вања Милатовић                                         | 6-           | Сенкина заменица у Кан Капиталу, за време Јованиног управљања Кан Капиталом њена десна рука, имала аферу са Небојшом Тамбуром због које га је Жаклина оставила и избацила из куће, по Сенкином одласку и Јованином доласку постаје одговорно лице за финансије магазина Дона |
| Иван Иванов                  | Небојша Тамбура                                        | 6−           | нови директор полиције, Микијев син, Жаклинин бивши дечко, био у вези са Софијом, имао аферу са Вањом |
| Ервин Хаџимуртезић           | Ненад Сељановић                                        | 6-7          | полицајац, Галин бивши дечко |
| Тијана Живковић              |                                                        | 6-7          | |
| Владимир Нићифоровић         | Лепомир                                                | 6            | новинар, Софијин пријатељ |
| Иван Заблаћански             | Влада                                                  | 6            | Ирмин бивши супруг и Дуњин и Колетов отац, Иренин дечко |
| Сара Павловић                | Тара                                                   | 6            | |
| Бранко Бабовић               | Мидо Пјановић                                          | 7-           | сувласник апартмана Пјановић на Космају, Љубинкин отац, Лепосавин и Панчетин бивши муж, зближава се са Панчетом и договара са њом продају свињских "бајадера" у Малдивима, такође је желео да покрене ланац печењара у Београду и да се са кћерком пресели тамо, а да Лепосави препусти апартмане, после пословног неуспеха и након што га је Лепосава избацила из куће, сели се код Панчете са којом се и венчава, а убрзо и разводи због међусобног неразумевања |
| Јелена Тркуља Тања Живковић  | Каја                                                   | 3−           | васпитачица и Звркова пријатељица, Милетова бивша девојка, била у вези са Добрицом и фптографом Немањом |
| Александар Лазић             | Слађан Мрвица                                          | 7            | помоћни радник у апартманима Пјановић, астроном, астролог, Лепосавин доушник |
| Ивона Кустудић               | Лаура                                                  | 7            | Алексина и Лукина сарадница на пројекту ревије Аде Каначки, упушта се у аферу са Луком који је оставља чим се појавила Зврк |
| Биљана Николић               | Лепосава "Љепосава" Пјановић                           | 7-8          | сувласница апартмана Пјановић, Мидова бивша супруга, Љубинкина мајка, жели да осујети Мидов покушај да покрене посао у Београду јер би у том случају изгубила контролу над животима бившег супруга и кћерке |
| Лазар Максић                 | Паоло                                                  | 7            | Алексин и Лукин сарадник на пројекту ревије Аде Каначки, Италијан, одговоран, озбиљан, сушта супротност Лаури |
| Сања Поповић                 | Милена Буразер                                         | 7-8          | психотерапеуткиња, Бобина пријатељица, Унина психотерапеуткиња, касније и Андријина психотерапеуткиња, потом и љубавница, после три месеца посвећује се каријери и постаје Габријелина, па потом Жаклинина и Небојшина психотерапеуткиња |
| Наташа Станишић              | Љубинка Пјановић                                       | 7            | Мидова и Лепосавина кћерка, пијанисткиња, Тривановићева девојка, одлази у Словенију на усавршавање |
| Љубомир Булајић              | Павле Вучковић                                         | 8            | лекар интерниста, биолошки син Аде Каначки и Лукин брат, има приватну ординацију, као беба се борио за живот и спасили су га Биљана и њен супруг, др Марко Вучковић, али су га узели за себе и слагали Каначке да им је дете умрло, одгајан је као њихов старији син и Габријелин старији брат, речено му је да је усвојен, а да му је биолошка мајка умрла на порођају, не може да се одупре Биљани, зближава се са Уном након што је ударио колима после развода од Андрије и убрзо улази у везу са њом и одлази у Рим на специјализацију                                                                                                   |
| Тамара Белошевић             | Габријела Вучковић                                     | 8-           | Биљанина кћерка, Павлова "сестра", Горанова бивша девојка, девојка Игора Хорвата, правница у суду, па у Кан Капиталу, касније у магазину Дона, потцењивана од стране мајке што је учинило огорченом особом и помало љубоморном на Павла, заљубљена у Алексу до повратка Игора Хорвата у њен живот |
| Елизабета Ђоревска           | др Злата Накић Биљана Вучковић                         | 1 8-         | психијатар, Панчетина пријатељица Павлова и Габријелина мајка, медицинска сестра, наговорила супруга да узму дете Аде и Бошка Каначког и да га одгоје као своје, а да њих слажу да је умрло посесивна према Павлу зато што је његово присуство подсећа на срећне дане са супругом, што ћерку Габријелу, са којом живи, иритира, покушава по Павловом одласку да побољша однос са ћерком, што уз психотерапије, донекле успева |
| Фуад Табучић                 | Жиле                                                   | 8-           | Тамбурин човек са којим учествује у новом пројекту, има задатак да се приближи Каначкима и да се освети Олги, Томислављев човек, заједно са Саром учествује у плану Томислава и Игора Хорвата да се уништи Андрија Бошњак |
| Драгана Ђурђевић             | сестра Лола                                            | 8            | медицинска сестра у Павловој ординацији, била у краткој вези са Павлом, али и даље заљубљена у њега, што је закомпликовало њен и Павлов, али и Павлов и Унин однос |
| Никола Ранђеловић            | Витомир                                                | 7-           | новинар у магазину Дона, раније новинар у таблоиду и на телевизији, познаник Јоване Бошњак, Наталијин колега коју доводи у Дону, Галин дечко |
| Мина Милићевић               | Наталија                                               | 8-           | новинарка у магазину Дона, Витомирова колегиница са којим и долази у Дону, заљубљена у Витомира док не упозна Горана са ким улази у везу |
| Павле Поповић                | Горан Црнојевић                                        | 8-           | Црногорац са Светог Стефана који је тамо упознао Габријелу пре две године и одржавао повремени контакт, потом се сели у Београд, улази у везу са њом и почиње да живи у Габријелиној кући, међутим, у Београду упознаје Галу и улази у паралелну везу са њом, што прва примећује Биљана, која се због тога сукобљава са ћерком, a након раскида са Габријелом почиње да живи са Галом коју вара са Сенком, потом је оставио због ње и преселио се у Сенкин стан, а када је Сенка сазнала за његову праву природу, остаје без икога и запошљава се као конобар у Малдивима, мења се из корена и упознаје новинарку Наталију са којом је у вези |

### Епизодне
| глумац                                 | име лика                                          | сезоне | кратки опис лика |
| -------------------------------------- | ------------------------------------------------- | ------ | --- |
| Даница Тодоровић                       | др Милеуснић                                      | 1−4    | докторка породице Каначки |
| Александар Дунић                       | власник телевизије                                | 1−4    | |
| Зоран Ћосић                            | министар                                          | 1−2    | |
| Ненад Ћирић                            | амбасадор                                         | 1      | |
| Бора Ненић                             | академик Марковић †                               | 1      | породични пријатељ Каначких, Лилин удварач |
| Бранко Јеринић                         | господин Грбић †                                  | 1      | Матијин отац, робијаш |
| Јадранка Селец                         | докторова удовица †                               | 1      | удовица доктора који је радио обдукцију Бошка Каначког |
| Маја Колунџија Зорое                   | докторка гинекологије Мирјана Хорват              | 1 6-7  | Надина докторка/Томислављева ћерка, Мијина мајка, са њом и Гвозденом одлази у Швајцарску где се годинама лечила на психијатријској клиници |
| Јелица Ковачевић                       | Вишњина докторка                                  | 1      | |
| Бранка Шелић Теодора Ристовски (млада) | Лидија Гарашевић †                                | 1      | медицинска сестра у пензији која је заменила Луку и Алексу на рођењу |
| Јасмина Аврамовић                      | Ленка Берберовић                                  | 1      | медицинска сестра у пензији, Лидијина пријатељица |
| Ана Михајловски                        | Ана Марија Кременовић Гвозденовић                 | 1      | телевизијска водитељка |
| Раде Маричић                           | Бошко Каначки †                                   | 1, 8   | Адин покојни супруг, Лукин биолошки отац |
| Бојана Ковачевић                       | Драгица Бунчић†                                   | 2      | Страхињина мајка |
| Борко Сарић                            | др Раденко Беслић/директор болнице                | 2      | |
| Мина Ненадовић                         | Сабрина                                           | 2      | Олгина ћерка из другог брака |
| Жарко Јокановић                        | матичар                                           | 2      | матичар на свадби Аде и Ивана |
| Миљана Кравић                          | докторка Петровић                                 | 4      | Милина докторка и Барбарина плаћеница |
| Зинаида Дедакин                        | Грозда Грабеж „Џи-Џи”                             | 4      | продуценткиња коју Никша унајмљује |
| Александра Николић                     | Драгиња                                           | 4      | врачара |
| Бане Јевтић                            | Кобаја                                            | 4      | |
| Никола Драгашевић                      | млади глумац                                      | 4      | |
| Милан Стаменковић                      | поп                                               | 4      | поп који освештава Гроздин студио |
| Војислав Воја Брајовић                 | Виктор Брунер                                     | 5−6    | брат Томаса Брунера, главни негативац пете сезоне, непријатељ породице Каначки |
| Љубомир Бандовић                       | Ранко Тошић „Црни” †                              | 5      | Панчетин пријатељ из прошлости, нови власник Кан Холдинга |
| Григорије Јакишић                      | Леон Тошић                                        | 5−6    | Нећак Црног, Иренин бивши дечко |
| Предраг Милетић                        | Петар Китановић                                   | 5−6    | Директор банке |
| Драгана Јовановић                      | Стана Станимировић                                | 5      | Олгина сестра, Иренина мајка, Миланова жена, Унина/Маријина „чуварка” |
| Јована Јеловац Цавнић                  | Душанка Вулић                                     | 5−6    | Миланова и Станина адвокатица и Викторов човек, сада Јованина и Тамбурина адвокатица |
| Милан Тошић                            | члан комисије                                     | 6      | |
| Деан Батоз                             | Мики                                              | 6      | инспектор |
| Лепомир Ивковић                        |                                                   | 6      | Сељановићев отац |
| Владан Гајовић                         | Петар                                             | 6      | Хорватова десна рука |
| Владимир Чакан                         | Др. Влада                                         | 6      | лекар |
| Желимир Здравковић                     | Радуле                                            | 7      | шанер, помагао Андрији да сакрије аферу са Миленом Буразер, после по Јованином налогу уцењивао Милену и проследио Андријиним пословним партнерима њене и Андријине снимке што је довело до Андријиног срчаног удара и помирења са Јованом |
| Стефан Коматина                        | Марко Вучковић                                    | 8      | гинеколог, ожењен медицинском сестром Биљаном на чији наговор узимају дете Аде и Бошка Каначког кога су претходно спасили, дају му име Павле и одгајају га као своје, притиснут грижом савести одлази у Канаду на усавршавање, на шта му супруга говори да за њега не постоје ни дете ни она и прећуткује му да је остала трудна, тако да он не зна да има биолошко дете, ћерку Габријелу |
| Маја Столић                            | докторка                                          |        | |
| Лако Николић                           | др Панић                                          |        | |
| Саша Ђурашевић                         | детектив Урош Теслић/полицајац Милош Теслић/чувар |        | |
| Бојан Белић                            | Веселко                                           |        | |
| Невена Радуловић                       | медицинска сестра                                 |        | |
| Јаков Јевтовић                         | затвореник                                        |        | |
| Наталија Кнежевић                      | Мина Лазић                                        | 9      | Панчетина станарка, студенткиња економије из Ужица која такође ради у фризерском салону, Даркова најбоља другарица са којим изнајмљује собу код Панчете |
| Филип Папрић                           | Дарко Јовановић                                   | 9      | Панчетин станар, студент етнологије који ради као достављач у Фејму, Минин најбољи пријатељ, Лазарев друг |
| Марија Богдановић                      | Матеа Ћирић                                       | 9      | новинарка у Дони, Лазарева другарица, била у вези са Вељком, доктором у ординацији Саре Бергер, који је био насилан према њој због чега и данас има трауме, али и пише изврстан чланак који јој омогућава напредовање у часопису |
| Милан Тошић                            | Лазар Жарић                                       | 9      | новинар у Дони, Матеин друг, заљубљен у Мину која му не узвраћа симпатије, али доноси познанство са Дарком |
| Бане Видаковић                         | Стеван                                            | 9      | шеф обезбеђења у Дони, дели простор са Лазаром и Матеом, потајно навија да њих двоје постану пар, помаже Матеи да је Вељко остави на миру |
| Андор Ковач Немеш                      | Иштван Тот                                        | 9      | пословни партнер магазина Дона, Магдин отац, након што су Бошњаци и Алекса одбили понуду да уђу у власничку структуру, уступили су садржај њиховог магазина Престиж Дони |
| Дина Дедовић Томић                     | Магда Тот                                         | 9      | Иштванова ћерка, упркос противљењу њеног деде Балинта, а после и оца, да се успостави сарадња са Доном, накратко је преузела власничку структуру над фирмом и задржала партнерство са Доном којем се није противио њен отац по повраћају контроле у управном одбору |
| Душан Веселиновић                      | Вељко                                             | 9      | доктор у Сариној ординацији, Сарин момак, Матеин бивши дечко коју и даље психички малтретира и жели да се са њом помири |
| Милорад Радевић                        | Игор Хорват                                       | 9      | Габријелин момак, Томислављев братанац који по стричевом налогу тражи Гвоздена, Андријиног брата, уцењује Андрију да изда брата, а када Андрија то одбије, смешта му затвор и финансијску пропаст |